# Marwan Kenzari
Marwan Kenzari, né le 16 janvier 1983 à La Haye, est un acteur néerlandais d'origine tunisienne.
Après des débuts remarqués aux Pays-Bas, il se fait connaître, auprès du grand public, par son interprétation de Jafar dans le film d'aventure fantastique Aladdin (2019). Il s'agit de l’adaptation en prise de vues réelle du film homonyme de 1992.

## Biographie

### Jeunesse et formation
Marwan Kenzari naît à La Haye aux Pays-Bas de parents originaires de Tunisie. Il grandit dans un milieu pauvre. Il parle néerlandais, arabe, anglais et un peu français.

### Carrière
Début août 2017, il est annoncé au casting d'un film en prise de vues réelle, Aladdin de Guy Ritchie, dans le rôle de Jafar;

## Filmographie

### Cinéma

#### Longs métrages
- 2008 : Het zusje van Katia de Mijke de Jong : Giac
- 2009 : Les Derniers Jours d'Emma Blank (De laatste dagen van Emma Blank) d'Alex van Warmerdam : Martin
- 2010 : Loft d'Antoinette Beumer : Tom Fenneker
- 2011 : Rabat de Jim Taihuttu : Zakaria
- 2012 : Black Out d'Arne Toonen : Youssef
- 2013 : Wolf de Jim Taihuttu : Majid
- 2014 : Hartenstraat de Sanne Vogel : Daan
- 2014 : Accused de Paula van der Oest : l'inspecteur Ron Leeflang
- 2014 : Bloedlink de Joram Lürsen : Rico
- 2014 : Pak van mijn Hart de Kees van Nieuwkerk : Richard
- 2016 : No Way Out d'Eran Creevy : Matthias
- 2016 : Ben-Hur de Timur Bekmambetov : un Druze
- 2016 : La Promesse (The Promise) de Terry George : Emre Ogan
- 2017 : La Momie (The Mummy) d'Alex Kurtzman : Malik
- 2017 : Seven Sisters de Tommy Wirkola : Adrian Knowles
- 2017 : Le Crime de l'Orient-Express (Murder on the Orient Express) de Kenneth Branagh : Pierre Michel
- 2018 : L'Ange du Mossad (The Angel) d'Ariel Vromen : Ashraf Marwan
- 2019 : Aladdin de Guy Ritchie : Jafar
- 2019 : Instinct de Halina Reijn : Idris
- 2020 : The Old Guard de Gina Prince-Bythewood : Joe / Yusuf al Kaysani
- 2020 : Des soldats et des ombres (De Oost) de Jim Taihuttu : Raymond Westerling
- 2022 : Black Adam de Jaume Collet-Serra : Ishmael Gregor / Sabbac
- 2023 : Ghosted de Dexter Fletcher : Marco
- 2024 : The Return, le retour d'Ulysse (The Return) d'Uberto Pasolini : Antinoos
- 2025 : The Old Guard 2 de Victoria Mahoney : Joe / Yusuf al Kaysani

#### Courts métrages
- 2009 : Wolken #2 de Jim Taihuttu : Chico
- 2011 : Mix Tape de Jeroen Houben : Alain
- 2011 : Zwerfhonden de Sam de Jong : Zaza
- 2012 : Naar het Einde van de Straat d'Eva Zanen : Mo
- 2012 : Over Zonen de Shady El-Hamus : Mounir

### Télévision

#### Séries télévisées
- 2008-2010 : Flikken Maastricht : Luca de Keyzer (7 épisodes)
- 2012 : Van God Los : Frank Hendrikx (1 épisode)
- 2012-2013 : Penoza : Mustafa (8 épisodes)
- 2024 : The Night Agent : Sami Saidi, agent de Night Action (saison 2)

#### Téléfilms
- 2009 : Maite was hier de Boudewijn Koole : Vuc

## Distinctions
Sauf indication contraire ou complémentaire, les informations mentionnées dans cette section proviennent de la base de données IMDb.

### Récompenses
- European Film Festival 2013 : meilleur acteur pour Wolf
- Festival du cinéma néerlandais d'Utrecht 2013 : meilleur acteur pour Wolf

### Nominations
- Rembrandt Awards 2014 : meilleur acteur pour Wolf
- 2014 : Shooting Stars de la Berlinale pour Wolf[3]

## Voix françaises
| - Nessym Guetat dans : - Seven Sisters - Le Crime de l'Orient-Express - L'ange du Mossad - Aladdin - Marc Saez dans : - The Old Guard - Des soldats et des ombres - The Old Guard 2 | Et aussi - Florian Westerhoff dans No Way Out - Raphaël Cohen dans La Momie - Mhamed Arezki dans Black Adam - Antoine Schoumsky dans Ghosted - Philippe Bozo dans The Night Agent (série télévisée) |